# Fontana dei Papiri (Nápoly)
A Fontana dei Papiri (magyarul A papiruszok kútja) egy nápolyi díszkút. 1938-ban, Hitler látogatása alkalmával építették a Molosiglio kertekben.  Nevét a kút közepét díszítő papirusznövényekről kapta.